# 미국가재
미국가재(학명: Procambarus clarkii)는 가재의 일종이다. 북멕시코에서 서플로리다, 남일리노이와 남오하이오, 루이지애나 주에 걸쳐 분포하는 종으로 전 세계에 널리 퍼져 있다. 우리나라의 토종생물을 잡아먹는 악성외래종이다.

## 생김새
미국가재는 보통 암적색을 띠며, 집게발과 머리는 길고, 머리 아래의 갑각에 작은 가시가 나 있거나 없고, 첫 번째 다리의 앞과 양 옆에 여러 줄의 밝은 적색 혹들이 있다.

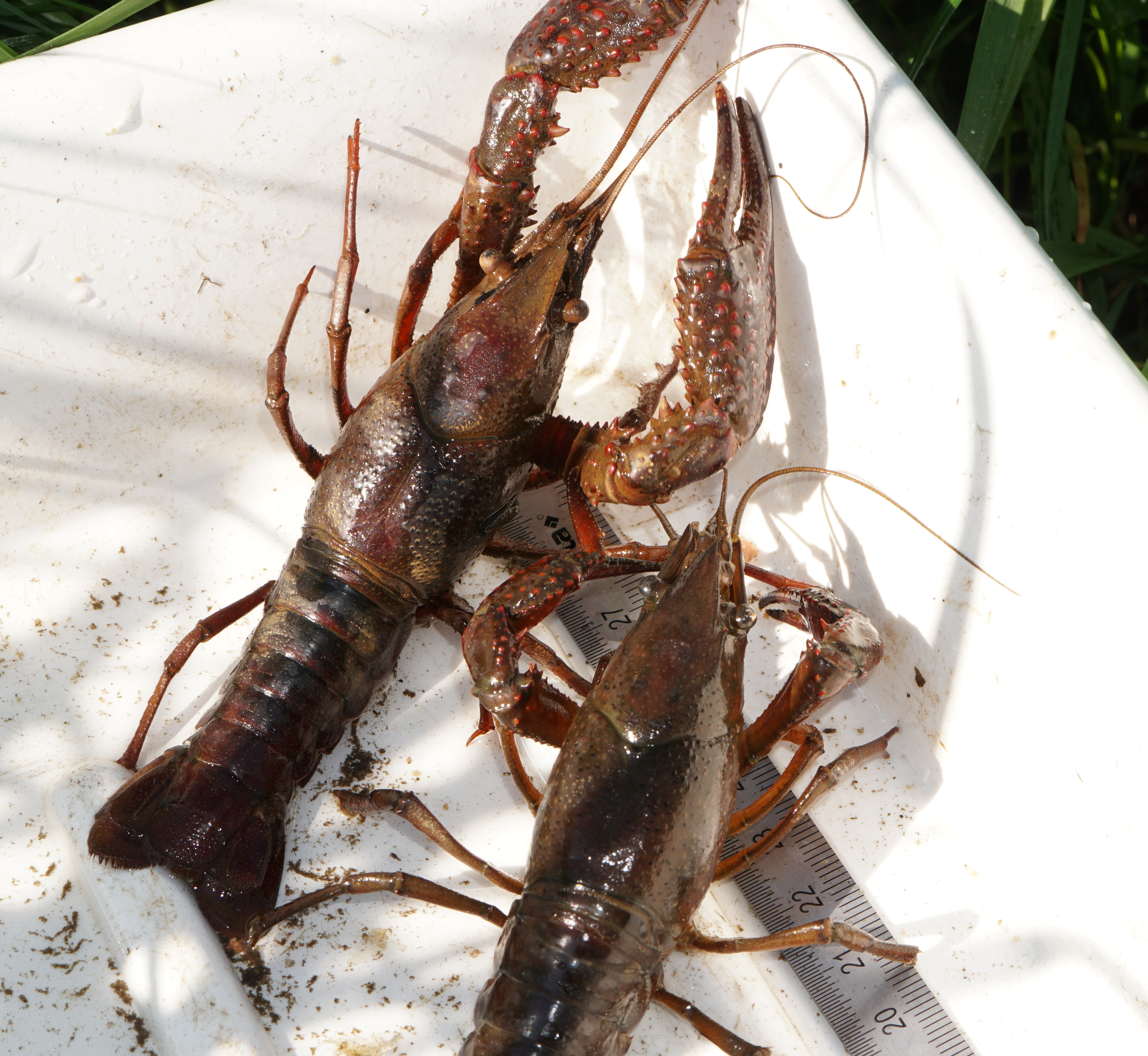
미국가재 수컷 성충은 암컷보다 더 큰 집게발을 가지고 있다.

## 분포 범위 및 확산
미국가재의 원 서식지는 멕시코 북부와 뉴멕시코주 극동남부이지만 걸프만 미 연안~플로리다 팬핸들 사이와 미시시피강 유역에서 일리노이주 남부로 통하는 북부 내륙을 포함한다. 때때로 의도적으로 자연 분포를 벗어나 아시아, 아프리카, 유럽 및 기타 아메리카 대륙에도 유입되었다. 북유럽의 경우 개체 수가 자체 유지 중에 있어 확산되지 않고 있는 반면, 남유럽에서는 미국가재가 고유종인 유럽민물가재(Astacus astacus)와 돌가재류(Austropotamobius spp.)를 밀어내어 새로운 지역에서 활발히 대량 번식하고 있다. 몇몇 지역에서 이 종은 또다른 외래종인 신호가재(Pacifastacus leniusculus)와 함께 같은 지역에서 발생하고 있다.

### 외래종
유니언 리스트(Union List)에 따르면 2016년 이후로 유럽에 미국가재가 유입된 것으로 보고 있다. 이는 유럽연합에 가입한 모든 나라에서 수입, 사육, 운송, 상용화 또는 의도적인 야생 방출이 불가함을 의미한다.
미국가재는 동아시아의 하천 생태계에 적응하면서 생태계 교란 외래종으로 알려지고 있다. 1997년에 용산가족공원에서 여러 마리가 잡혀 화제가 되었으며, 2006년에 또 여러 마리가 잡힌 바 있다.. 일본에서는 이미 심각한 외래 침입종으로 논이나 농수로 등 어디에서나 쉽게 볼 수 있게 되었다. 논에 굴을 파고 살며 가재낚시로 쉽게 잡을 수 있다.

## 생태

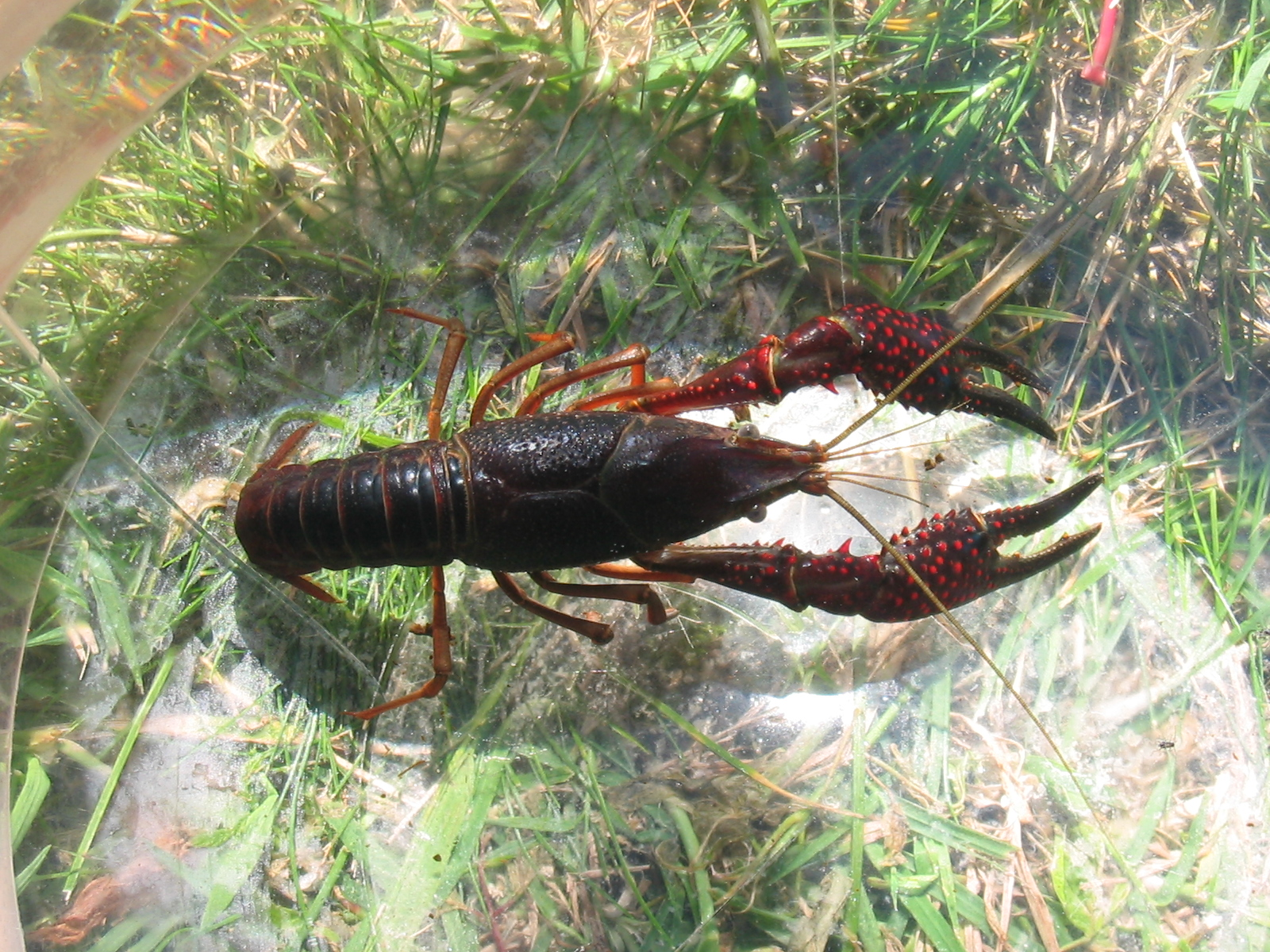
위에서 바라 본 모습

미국가재는 수류가 느린 강, 습지, 저수지, 관개조, 논 등의 수온이 따뜻한 담수에서 가장 흔하게 발견된다. 이 종은 십각목에 속하는 환경 적응성이 이 가장 높은 종으로 여겨지며, 계절에 따라 생기는 물웅덩이에서도 빠르게 성장하여 최대 4개월 간의 건조 기간을 버텨낸다. 미국가재는 빠르게 자라 무게 50g 이상, 몸길이 5.5~12cm에 도달한다. 또한 드물게 약간의 염수를 버틸 수 있다. 생리적으로 비교적 낮은  용존 산소농도를 견딜 수 있기도 하다.
강바닥과 논둑 등에 굴을 파는 습성이 있는데, 이는 기존의 물길과 벼에 피해를 줄 수 있으며, 물을 탁하게 하고 녹조의 원인인 침전물 영양염류에 변화를 일으켜 생태계를 교란시킨다. 가재 토착종보다 경합력이 높으며, 가재 전염성 곰팡이가 일으키는 가재 역병, 가재 비브리오병, 그리고 척추동물에 기생하는 여러 기생충의 매개체이다. 미국가재가 굴을 파는 행동은 또한 저류지·제방과 같은 민간 인프라에 위협이 될 수 있다.
2007년, 미국가재의 진동굴성 표본 개체가 포르투갈 중부 지역의 시코 산괴(Sicó massif)에 있는 안소스강(Rio Anços) 및 에스트레메뇨 산괴(Estremenho massiff)에 있는 알비에라강(Rio Alviela)의 카르스트 용천에서 발견되었다. 2011년, 또다른 진동굴성 개체가 이탈리아 피사도에 있는 산줄리아노테르메 코무네에 위치한 동굴에서 발견되었다. 두 장소는 대규모의 동굴 층을가진 카르스트 지형으로 이루어져 있다. 포르투갈 개체는 완전히 탈색되어 있지만, 색소를 가진 표본이 인근 표층 하천에 존재한다. 가장 깊은 위치가 기록된 표본은 240m 깊이에서 찾아낸 수컷이다. 이탈리아 표본의 경우 전체의 53%가 청백색을 띠었다. 색소가 있는 개체가 더 많다는 것은 최근의 유입, 카로티노이드의 외부 공급원, 또는 지표수와 지하수 사이의 이동을 시사한다. 이 요소들은 유럽에서 처음으로 기록된 진동굴성 가재의 사례를 종합적으로 구성한다. 이 외래종 가재는 동물 사체, 물고기, 곤충, 수생식물 등 다양한 먹이를 먹는 습성과 매우 제한된 서식 범위의 토착 동굴 동물군으로 인해 고유 대수층 동물군에 환경 위협을 가할 가능성이 있다.

## 경제적 영향

FAO에 따르면 1975년부터 2022년까지 미국가재의 전 세계 양식업 생산량은 백만 톤에 달한다

식량을 위한 미국가재 수확은 미국 및 기타 지역에서 생산되는 가재의 대부분을 차지한다. 가재 양식은 18세기에 루이지애나주에서 시작되었으며, 논에서 협력 또는 대체 재배 체계로 이루어졌다. 쌀과 가재의 동시 재배는 이미 쌀 생산에 사용되고 있는 토지, 자원, 장비 및 인프라를 잘 활용하고 있다.
그러나, 가재 생산량은 최근 몇 년 동안 벼 기반 양식을 사용하는 세계최고의 양식 가재 생산국인 중국으로부터의 수입 증가로 인해 감소했다. 여러 종의 갑각류가 중국에 유입되었다. 이는 양식 시장을 창출하고 고유어종보다 논에서 키우는 데 더 잘 적응하기 때문이다. 쌀-물고기 농법은 중국에서 시작되었으며, 벼를 재배하는 데 쓰이는 녹색 혁명 관습에서 수확량이 더 이상 증가하지 않고 토지와 물과 같은 자원이 점점 더 제한됨에 따라 다시 한 번 성장하고 있다.
미국가재의 유입은 또한 일부 지역에서 경제적 손실을 초래했다. 포르투갈의 경우, 바이소 몬데고(Baixo Mondego) 지역에서 큰 피해를 입혀 벼논의 순이익 중 6.3%가 감소했다. 그러나 이것은 습식 파종논에 있었다. 성체 가재를 씨앗과 어린 묘에서 분리해주면 가재가 주는 모든 부정적인 영향을 피할 수 있다.

### 애완동물
수족관 등에서 미국가재를 볼 수 있으며, 애완용으로 기른다. 관상용으로 품종개량이 활발하게 되어, 흰색, 오렌지색 미국가재 등 여러 개량종도 많이 있다. 그러나 하천에 흘러들어가면 곰팡이균을 퍼뜨려 토종 생물을 죽일 수도 있으므로 기르는 사람은 주의해야 한다.

### 음식

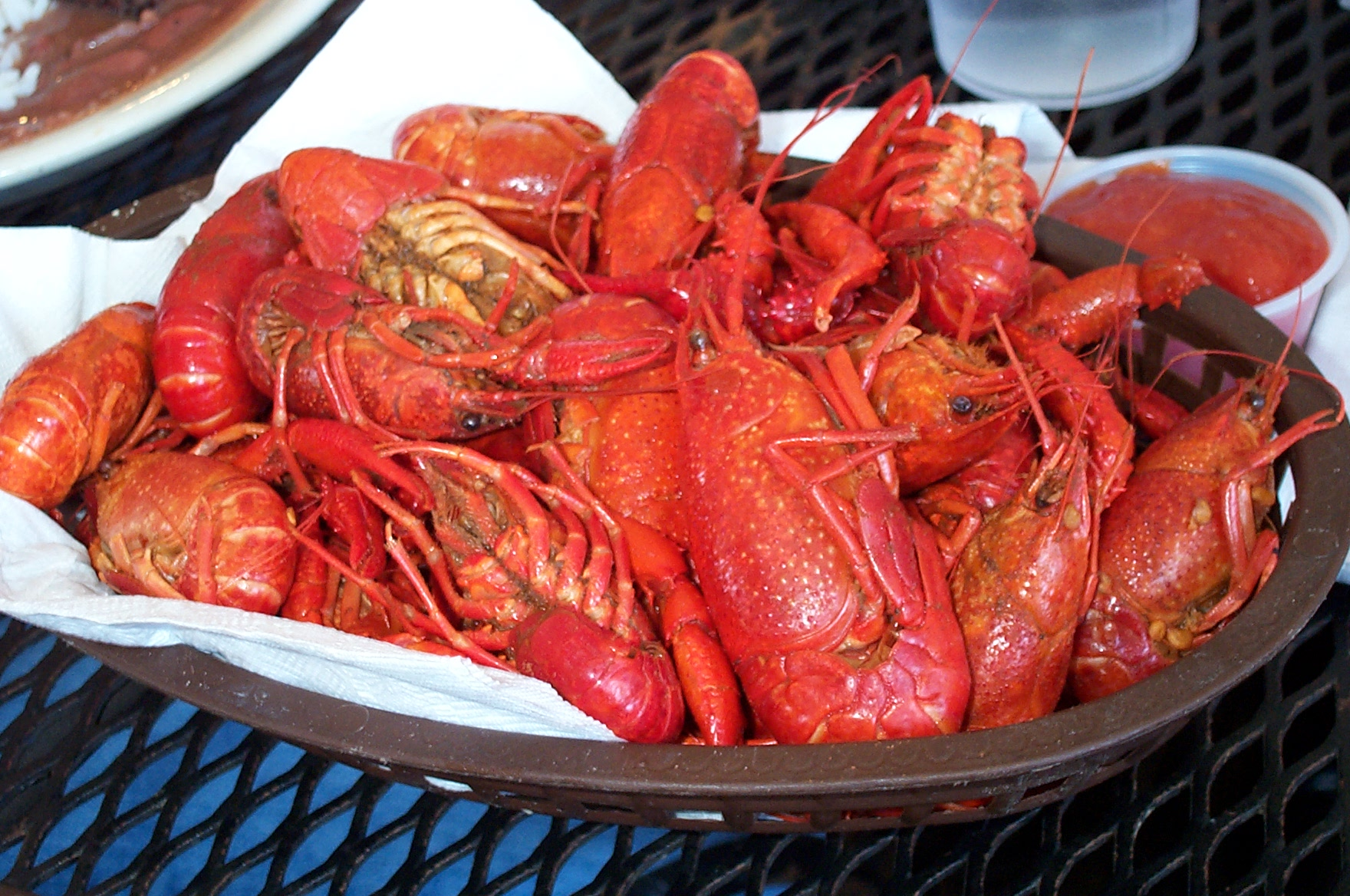
루이지애나의 삶은 미국가재 요리

미국가재는 미국, 캄보디아, 유럽, 중국, 아프리카, 호주, 태국, 캐나다, 뉴질랜드, 카리브해에서 먹으며, 미국에서 수확된 가재 중 약 98%는 루이지애나에서 온다. 루이지애나가 전 세계 90%의 미국가재를 생산하고 있으며, 현지에서 70%를 소비한다.
일반적으로 큰 냄비에 미국 가재와 조미료(소금, 고추, 레몬, 마늘, 월계수 잎 등),막대 옥수수, 감자를 함께 끓여서 요리하며,이외에도 다양한 방법이 존재한다.